# Screwball Squirrel
«Screwball Squirrel» (в русском переводе «Бешеная белка» или «Белка-сумасброд») — короткометражный мультипликационный комедийный фильм, выпущенный в 1944 году компанией Metro-Goldwyn-Mayer. Режиссёр Текс Эвери, сценарист Хек Аллен, мультипликаторы: Престон Блэйр, Эд Лав, Рэй Абрамс, композитор Скотт Брэдли.
Первый фильм с участием придуманного Тексом Эвери персонажа по имени Чокнутый Бельчонок (англ. Screwy Squirrel). Этот образ воплотил в себе совокупное безумие всех предыдущих эксцентричных персонажей Эвери, включая тех, что он создал за время работы на Warner Bros. Однако Чокнутый Бельчонок так и не сумел снискать популярности у зрителей — было выпущено всего 5 фильмов с его участием (не считая последовавшего в 1990-х годах возвращения персонажа в мультфильмах студии Hanna-Barbera Productions).

## Пролог
Фильм начинается с вступления, пародирующего работы других мультстудий (в частности, Уолта Диснея): под лёгкую оркестровую мелодию показывается лесная опушка, щебечут птицы, из дупла в дереве появляется белочка по имени Сэмми (англ. Sammy Squirrel). Спустившись на землю, Сэмми принимается собирать в корзинку нападавшие в траву орехи и сталкивается с Чокнутым Бельчонком, который спрашивает её, о чём этот мультик.
«Ну, понимаешь, я играю главную роль, меня зовут Белочка Сэмми, и это история про меня, и про всех моих маленьких пушистых друзьей, живущих в лесу, про сурка Уолласа, барсука Бэнни, ёжика Хорака, ослика Дэнни, утку Дорис…»
Бельчонок отводит Сэмми за дерево, откуда раздаётся звук ударов, трубят отбой (символизирующий в американской мультипликации гибель персонажа). Чокнутый Бельчонок возвращается из-за дерева, отряхивая ладони, и заявляет зрителям: «Вам бы эта история всё равно не понравилась!» Далее события мультфильма развиваются уже согласно его версии.

## Сюжет
Напарником Чокнутого Бельчонка в этом фильме выступает глуповатый пёс по прозвищу Олух (англ. Meathead Dog), который на протяжении всего мультфильма гоняется за Бельчонком и раз за разом попадается в его ловушки. В конце фильма выясняется, что на самом деле и у Бельчонка, и у Олуха есть по брату-близнецу, и все трюки были проделаны не двумя, а четырьмя персонажами.